# Hatfields & McCoys
Hatfields & McCoys es una miniserie histórica estadounidense de 2012, basada en el conflicto entre los Hatfield y los McCoy. Fue producida por el canal History y cuenta con tres episodios de dos horas.
El conflicto que recrea la miniserie tuvo lugar en la segunda mitad del siglo XIX y enfrentó a dos familias que residían en la zona fronteriza entre Kentucky y Virginia Occidental, en Estados Unidos. El líder de la familia Hatfield, William Anderson «Devil Anse» Hatfield fue interpretado por Kevin Costner y el de la familia McCoy, Randolph «Randall» McCoy, por Bill Paxton.

## Reparto
- Kevin Costner como William Anderson «Devil Anse» Hatfield.
- Bill Paxton como Randolph «Randall» McCoy.
- Tom Berenger como Jim Vance.
- Matt Barr como Johnson «Johnse» Hatfield.
- Jena Malone como Nancy McCoy.
- Sam Reid como Tolbert McCoy.
- Powers Boothe como Juez Valentine «Wall» Hatfield.
- Andrew Howard como «Bad» Frank Phillips.
- Sarah Parish como Levicy Hatfield.
- Lindsay Pulsipher como Roseanna McCoy.
- Ronan Vibert como Perry Cline.
- Joe Absolom como Selkirk McCoy.
- Noel Fisher como Ellison «Cotton Top» Mounts.
- Boyd Holbrook como William «Cap» Hatfield.
- Tom McKay como Jim McCoy.
- Mare Winningham como Sally McCoy.
- Michael Jibson como Phamer McCoy.
- Greg Patmore como Good 'Lias Hatfield.
- David Kennedy como Bob Levinger

## Banda sonora
La banda sonora de la miniserie fue compuesta por John Debney y Tony Morales, con música adicional de Kevin Costner y Modern West, e incluye la participación de la vocalista Lisbeth Scott en The Long Road Down.

## Filmación
Si bien los eventos históricos recreados transcurrieron en el valle del río Tug Fork, que nace en las montañas Apalaches entre los estados de Virginia Occidental y Kentucky, la miniserie fue rodada en Transilvania, Rumania, con los montes Cárpatos en lugar de las Apalaches.

## Audiencia
En su debut en Estados Unidos el primer episodio tuvo 13.9 millones de televidentes y se convirtió en el programa más visto del canal History y en la emisión de mayor audiencia en la historia de la televisión por cable, excluyendo eventos deportivos. La segunda parte fue vista por 13.13 millones y el tercer y último episodio por 14.29 millones, superando la marca establecida en el estreno de la miniserie.

## Premios y nominaciones
La serie recibió 16 nominaciones en los Premios Primetime Emmy de 2012, la mayor cantidad que recibió el canal History desde el inicio de sus operaciones.
Fue nominada como mejor miniserie. Kevin Costner y Bill Paxton fueron nominados a mejor actor en miniserie o telefilme, ganando Costner el premio. Tom Berenger ganó en la categoría mejor actor de reparto en miniserie o telefilme y Mare Winningham fue nominada a mejor actriz de reparto en miniserie o telefilme. El director Kevin Reynolds fue nominado a mejor dirección en miniserie, telefilme o especial dramático. Ted Mann, Ronald Parker y Bill Kerby fueron nominados a mejor guion en miniserie, telefilme o especial dramático por el segundo episodio de la miniserie. La miniserie también ganó tres de las nueve nominaciones técnicas que recibió.

## Impacto turístico
De acuerdo a WYMT-TV, canal de televisión afiliado a CBS en Hazard, Kentucky, la miniserie generó un incremento del turismo en el área donde se desarrolló el conflicto entre los Hatfield y los McCoy, en el valle del río Tug Fork, entre Virginia Occidental y Kentucky.